# Tomášova neděle

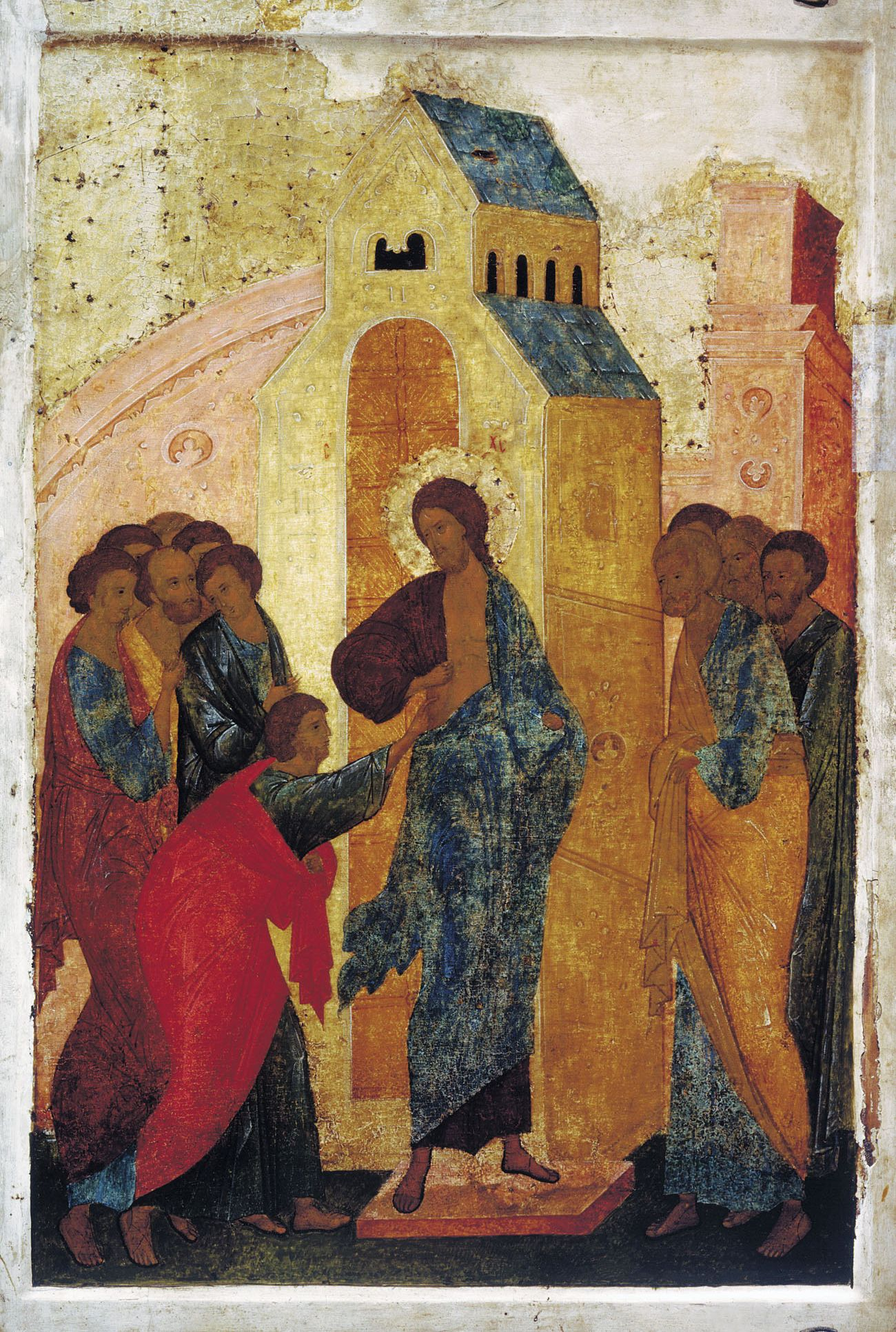
Ježíš dává víru Tomášovi. Ruská ikona, škola mistra Dionýse, 1500

Tomášova neděle nebo Neděle svatého apoštola Tomáše či Neděle Antipaschy je v řeckokatolickém a pravoslavném liturgickém kalendáři první neděle po pasše (po Velikonocích). Název dostala podle toho, že se připomíná událost zjevení Ježíše apoštolovi Tomášovi osm dní po vzkříšení. Evangelium je o  příchodu Ježíše mezi apoštoly a darování víry „nevěřícímu“ Tomášovi (Jan 20, 19 – 31, 31 (Kral, ČEP)). Touto nedělí zároveň začíná nedělní cyklus oktoichu (osmihlasníka) a evangeliových čtení na utreni, čili na Tomášovou neděli je předepsán 1. hlas a jedno utreňové evangelium.